# Cleo dalle 5 alle 7
Cleo dalle 5 alle 7 (Cléo de 5 à 7) è un film del 1962 diretto da Agnès Varda.

## Trama
Cléo è una giovane cantante, di moderato successo, che si aggira per Parigi mentre attende i risultati di un importante esame medico. Il film cattura le due ore che la separano dall'appuntamento con il dottore previsto per le 7.
In questo lasso di tempo Cleo incontra amici e sconosciuti, entrando e uscendo da appartamenti, negozi, bar. Si muove tra le strade affollate di Parigi, a piedi, su taxi e tram, in un susseguirsi di conversazioni e riflessioni personali sul senso della vita.
La preoccupazione per l'esito degli esami medici innesca una serie di pensieri che la spingono a mettere in discussione le sue scelte professionali e individuali, fino a farla cadere in un profondo stato di solitudine ed impotenza. Per fortuna, il risultato degli esami è quasi buono.

## Un film dentro al film
Nella scena del cinema viene proiettato il cortometraggio burlesque muto della Varda Les fiancés du pont Macdonald in cui compaiono:
- Anna Karina: la fidanzata
- Jean-Luc Godard: il fidanzato
- Émilienne Caille: la fidanzata nera
- Eddie Constantine: l'innaffiatore
- Sami Frey: il becchino
- Georges de Beauregard: l'autista
- Danièle Delorme: la fiorista
- Yves Robert: il venditore di fazzoletti
- Alan Scott: il marinaio
- Jean-Claude Brialy: l'infermiere

## Produzione
Il film è girato completamente in bianco e nero, a eccezione dei titoli di apertura che sono a colori.
Uno dei punti di svolta del film è l'interpretazione, in una delle scene, della canzone Le cri de l'amour , una canzone nettamente diversa da quelle accennate nelle scene precedenti e che segna una maggiore presa di coscienza per Cleo.
Anche i metodi di ripresa di questa scena sono particolari, con una lenta transizione che si concentra sul volto della protagonista, capace di trasformare il salotto in cui è ambientata la scena in uno sfondo completamente nero. L'uso del voice over è utilizzato per far emergere le parti più introspettive in contrasto con il carattere documentaristico del film.

## Distribuzione
Il film arrivò nelle sale cinematografiche francesi il 11 aprile 1962, distribuito dalla CCFC (Compagnie Commerciale Française Cinématographique); il 10 maggio successivo venne proiettato al Festival di Cannes. La televisione francese lo trasmise per la prima volta nel 1992 sul canale Arte.
La pellicola ha subito un restauro in 2K nel 2012 attraverso gli Archives Françaises du Film du CNC e supervisionato dalla scrittrice/regista Agnès Varda , con il lavoro sull'immagine svolto presso il laboratorio Digimage e il lavoro sul suono presso Elude.
In Italia venne distribuito dalla Interfilm il 6 ottobre 1962. Venne trasmesso in televisione per la prima volta il 29 gennaio 2022 su Rai 3.